# Aleksandr Samokutyayev
Aleksandr Mikhailovich Samokutyayev (Александр Михайлович Самокутяев, em russo; Penza, 13 de março de 1970) foi um cosmonauta russo.
Piloto da Força Aérea Russa, formado pela Academia da Força Aérea Gagarin em 2000, tem cerca de 680 horas de voo em aeronaves militares e 250 saltos de pára-quedas no currículo. Qualificado como cosmonauta de testes em 2005, fez treinamento avançado para tripulante da Estação Espacial Internacional como comandante reserva e a partir de 2009, como engenheiro de voo.
Samokutyayev foi ao espaço em 4 de abril de 2011 como comandante da nave Soyuz TMA-21 para missão de seis meses na Estação Espacial Internacional como tripulante das Expedições 27 e 28. Ao fim do período de permanência na ISS, voltou à Terra junto com a tripulação da TMA-21, pousando nas estepes do Casaquistão em 16 de setembro de 2011. 
Sua segunda missão espacial teve início em 25 de setembro de 2014, quando foi lançado do Cosmódromo de Baikonur no comando da Soyuz TMA-14M, para nova estadia de longa duração na ISS, como engenheiro de voo das Expedições 41 e 42. Seu retorno à Terra ocorreu em 12 março de 2015, após passar 167 dias em órbita.
Em sua carreira como cosmonauta, Samokutyayev já realizou duas caminhadas espaciais, acumulando 10 horas em atividades fora da estação espacial.